# مبارك وساط
مبارك وساط (16 أكتوبر 1955 - ) هو شَاعر وروائيّ ومترجم مَغربيّ، أصبح طالباً في كلّية العلوم بالرّباط وَدَرَس الرّياضيات والفيزياء مُدّة سنتين (1972 ـ 1974)، وبعد ذلك، دَرَس في كلّية الآداب بالرّباط وحصل على الإجازة في الفلسفة سنة 1980. درَّسَ الفلسفة حتّى نهاية 2005. حاصل على جائزة سركون بولص للشعر وترجمة الشعر في عام 2018.

## أعماله

### مجموعات شعرية
صدرت له عدة مجموعات شعرية، منها:
1. على دَرَج المياه العميقة (دار توبقال للنشر، 1990).[10]
2. مَحفوفاً بأرخبيلات، يليه: راية الهواء (منشورات عكاظ، 2001)[8]
3. فراشة من هيدروجين (دار النهضة العربية بيروت، 2008)[11]
4. رَجُلٌ يبتسم للعصافير (منشورات الجمل، 2011)[12]
5. عيون طالما سافَرَتْ (بيت الشعر في المغرب، 2017).[13]

### ترجمة
وقد ترجم عدداً من الكتب إلى العربية، من بينها:
1. نادجا لأندري بريتون.[15]
2. التّحوّل لفرانز كافكا.[16][17]
3. دمي الذي يرشو اليأس (مختارات) لمحمّد خير الدّين.[18]
4. الأبديّة تبحث عن ساعة يد (مختارات) لاندري بريتون.[19]
5. ستولد شمس مِن أهدابك (مختارات) لِجمال الدّين بن شيخ.[20]

### رواية
أصدر رواية بعنوان "وَديعة خُفاف"، عن منشورات المتوسط في سنة 2023.